# Melanchthon Schiebroek
Melanchthon Schiebroek is een school voor voortgezet onderwijs in het noordelijk deel van Rotterdam. Ongeveer duizend leerlingen volgen er onderwijs in de richtingen gymnasium, atheneum en havo. Melanchthon Schiebroek is onderdeel van het Christelijke Scholengemeenschap Melanchthon. Met de vestigingen Melanchthon Mavo Schiebroek en Melanchthon Wilgenplaslaan vormt ze een samenwerkingsverband. De scholen hebben elk een eigen vestigingsdirectie.

## Geschiedenis
De school werd na oprichting in 1958 gevestigd in ontspanningsgebouw De Brandaris aan de Adrianalaan te Rotterdam-Schiebroek. Ze heette toen 'Christelijke HBS Rotterdam-Noord'. Begonnen werd met 2 eerste klassen en 1 tweede klas. De school veranderde enkele malen van naam: de HBS werd in 1963 'Christelijk Lyceum Rotterdam-Noord', nadien 'Christelijke scholengemeenschap Melanchthon' en vervolgens in 1994 het 'Melanchthon College'. In 2004 werd de naam 'Melanchthon Schiebroek' aangenomen.
Meteen vanaf de start heeft de school een grote groei gekend. Het onderkomen in De Brandaris werd daarom in 1965 verruild voor een totaal nieuw schoolgebouw aan de Van Bijnkershoekweg in Schiebroek. Deze vestiging is nog steeds in gebruik en wordt aangeduid als 'het hoofdgebouw'. Het complex is inmiddels enige malen gerenoveerd. In 2008 bouwde men aan het 'hoofdgebouw' een geheel nieuwe vleugel, welke geheel ter beschikking staat van de brugklassen. In 2018 werd het 'hoofdgebouw' intern verbouwd en vernieuwd. 
'Melanchthon Schiebroek' dankt zijn naam aan Philipp Melanchthon. Deze bouwde in de tijd van de hervorming in Duitsland een sterk humanistisch gericht onderwijssysteem op. Om die reden wordt hij wel 'de opvoeder van Duitsland' genoemd.

## Fusies
De fusies waabij de school betrokken was leidden steeds tot schaalvergroting en vaak tot naamsverandering. In 1958 werd de organisatie opgericht als 'Christelijke HBS Rotterdam-Noord'. Later werd 'HBS' veranderd in 'Lyceum' en kwamen de Nassauschool voor MAVO, Juliana MAVO, Groen van Prinsterermulo' en de Prinses Ireneschool erbij. De organisatie werd daarna 'Christelijke Scholengemeenschap Melanchthon' genoemd.
Na een grote fusie in 1994 met 'Blesewic' in Bleiswijk werd de naam Melanchthon College. Het college omvatte toen vier scholen of scholengemeenschappen. In 2006 was er een volgende ingrijpende fusie. Het Melanchthon College fuseerde met het Christelijk College Henegouwen (CCH). CCH bestond uit drie scholen. Na deze fusie zijn er totaal negen vestigingen in Kralingen, Rotterdam-Noord, Berkel en Rodenrijs, Bleiswijk, Bergschenhoek en Schiebroek. Ze maken allen deel uit  van de scholengroep 'Melanchthon'. Dit conglomeraat heeft nog steeds een christelijke signatuur.
Het logo van elke school van de scholengroep toont het blauwkleurig portret van Philipp Melanchthon tegen een achtergrondkleur die voor iedere vestiging verschillend is. Voor de vesting Schiebroek is dat oranje.

## Reünies
'Melanchthon Schiebroek' heeft verschillende reünies achter de rug. De eerste grote reünie was in 1983 toen de school 25 jaar bestond. De tweede reünie vond plaats in 1994, toen het Christelijke Lyceum Rotterdam-Noord, Christelijke Scholengemeenschap Melanchthon ging heten.
De derde grote reünie was in 2008, tijdens de feestweek ter gelegenheid van het 50-jarig Jubileum van de school. Op 21 november werd er een reünieavond georganiseerd voor de jaar-verlaters 1991-2008, er kwamen circa 900 oud-leerlingen op af. Zaterdag 22 november was de reüniedag voor de 'echte' oud-Melanchthonners. Van jaargangen 1958-1990 waren zo'n 1000 personen aanwezig.
Op 18 maart 2012 werd het KRO-programma De Reünie uitgezonden, met HBS klas 4 uit 1965.
In september 2018 vond de vierde reünie plaats. De school vierde haar 60-jarig bestaan.

## Huisvesting
Het in 2018 vernieuwde hoofdgebouw aan de Van Bijnkershoekweg huisvest ongeveer 900 leerlingen. Hier bevinden zich alle leerlingen van klas 2 t/m 6 van havo en vwo. De brugklasvleugel huisvest ongeveer 180 leerlingen. Dit gebouw heeft eigen voorzieningen en een eigen ingang, maar is wel verbonden met het hoofdgebouw.

## Trivia
- Langs het hoofdgebouw in Schiebroek loopt de Melanchtonweg. De naamgeving van deze weg gebeurde op initiatief van een voormalig rector, nog voor de school naar Melanchthon genoemd werd. De naam wordt abusievelijk officieel geschreven zonder 'h' na de 't'. De gemeente Rotterdam vindt een straatnaamwijziging doorvoeren te kostbaar. De naam van het RandstadRail-station Melanchthonweg dat op 10 september 2006 is geopend wordt overigens wél correct geschreven.
- Het gebouw De Brandaris stond op de hoek van de Meidoornsingel en de Adrianalaan. Het heette oorspronkelijk gebouw Arcadia, werd rond 1930 gebouwd en had toen vooral een horecafunctie. Het gebouw kwam na de Tweede Wereldoorlog in eigendom van de Gereformeerde kerk. Het werd als wijkgebouw voor velerlei activiteiten gebruikt. Van 1978 tot 1989 werd het verhuurd aan de evangelische gemeente De Brandaris. In 1989 werd het afgebroken.
- In de afgelopen 50 jaar hebben meer dan 8300 leerlingen de school verlaten met een diploma.